# Hypsicera oharai
Hypsicera oharai är en stekelart som beskrevs av Kusigemati 1983. Hypsicera oharai ingår i släktet Hypsicera och familjen brokparasitsteklar. Inga underarter finns listade i Catalogue of Life.